# Flordelis
Flordelis dos Santos de Souza MT • TdeB, (Rio de Janeiro, 5 de fevereiro de 1961), é uma cantora, pastora, ex-política, condenada pelo homicídio de seu marido, o pastor Anderson do Carmo. Foi deputada federal entre 2019 e 2021, quando foi condenada pelo plenário da Câmara dos Deputados à perda do mandato por quebra de decoro parlamentar.
Flordelis ganhou notoriedade por adotar diversas crianças em comunidades carentes do Rio de Janeiro. Sua história foi contada no filme Flordelis - Basta uma Palavra para Mudar, lançado em 2009.  A produção chamou a atenção da gravadora evangélica MK Music, com a qual ela posteriormente assinou um contrato musical. Sua carreira como intérprete ganhou significativa relevância no meio evangélico brasileiro durante a década de 2010, após o lançamento de álbuns com teor pentecostal como Questiona ou Adora (2012) e A Volta por Cima (2014). Após isso, ela conseguiu ingressar na vida política, elegendo-se deputada federal pelo PSD nas eleições de 2018.
Em 2019, o pastor Anderson do Carmo, com quem Flordelis era casada, foi assassinado. A ocorrência gerou um longo inquérito policial, que envolveu a deputada e vários de seus filhos. Em 2020, ela foi denunciada pelo Ministério Público pela morte de Anderson.
Em 11 de agosto de 2021, teve o mandato de deputada cassado por coagir testemunhas e ocultar provas durante a investigação. Consequentemente, foi expulsa de seu partido, o PSD, e perdeu o foro privilegiado que detinha. Logo após, teve sua prisão preventiva decretada pela 3ª Vara Criminal de Niterói, sendo presa em 13 de agosto de 2021 pela Polícia Civil do Rio de Janeiro. Em 13 de novembro de 2022 foi condenada a 50 anos e 28 dias de prisão.

## Biografia
Flordelis dos Santos de Souza nasceu e foi criada na Favela do Jacarezinho, no bairro do Jacarezinho, no subúrbio do Rio de Janeiro.  Aos 14 anos perdeu o pai e um irmão, mortos em um acidente de carro. Oriunda de uma família bastante humilde, começou a trabalhar com 15 anos na função de balconista em uma padaria. Aos finais de semana, após o expediente de trabalho, acompanhava a mãe, Calmozina Motta dos Santos, em cultos numa igreja evangélica, da qual participava cantando num coral. Durante sua adolescência, engajou-se nas causas sociais, em trabalho com crianças e adolescentes envolvidos com crimes, tráfico, uso de drogas, prostituição ou que sofriam maus tratos em casa. Abrigava mais de 100 crianças, chegando a abrir uma creche.
Formou-se como professora através do curso normal de formação de professores em 1979, deixando seu emprego na padaria para começar a dar aulas para a educação infantil. Em 1994, a então professora adotou 37 crianças (dos quais 14 bebês). Eram moradores de rua que haviam sobrevivido a Chacina da Candelária e que viviam em abrigos, em condições precárias. No início, envolveu-se [parcial?] com políticos, pessoas influentes e polícia, sendo considerada uma sequestradora.
Ela já havia adotado cinco adolescentes antes da chacina, sendo acusada também na ocasião de crimes de sequestro.
Seu trabalho ganhou atenção da mídia brasileira e posteriormente tornou-se filme em 2009, Flordelis - Basta uma Palavra para Mudar que contou, em seu elenco, com atores como Deborah Secco, Bruna Marquezine, Letícia Spiller, Marcello Antony e outros. Nenhum destes artistas cobraram cachê e toda a renda do filme foi utilizado para a criação e sustento do centro de reabilitação de jovens e adolescentes viciados em drogas.
Depois do lançamento do filme, Flordelis passou a se aproximar da gravadora carioca MK Music. Até então, ela tinha lançado discos independentes e um com distribuição da Apascentar Music, selo da então banda Toque no Altar. Em 2010 assinou com a MK Music e lançou seu primeiro álbum, Fogo e Unção. No entanto, alcançou maior notoriedade com o álbum Questiona ou Adora, liberado em 2012, que contou com produção musical de Rogério Vieira e lhe rendeu disco de platina por mais de 80 mil cópias vendidas.
Em seguida, Flordelis lançou o álbum ao vivo A Volta por Cima (2014), que recebeu disco de ouro por mais de 40 mil cópias comercializadas e contou com produção de Melk Carvalhêdo e Kleyton Martins. Seus registros posteriores foram Ao Vivo (2016), Realize (2017) e o EP O Sonho Não Morreu (2018), todos produzidos por Kleyton Martins. Seu último trabalho na carreira foi o EP Live Session, lançado em maio de 2019. Em 28 de agosto de 2020, após as acusações de ser mandante da morte de seu marido, a MK Music anunciou o encerramento de seu contrato com a cantora.

## Carreira política

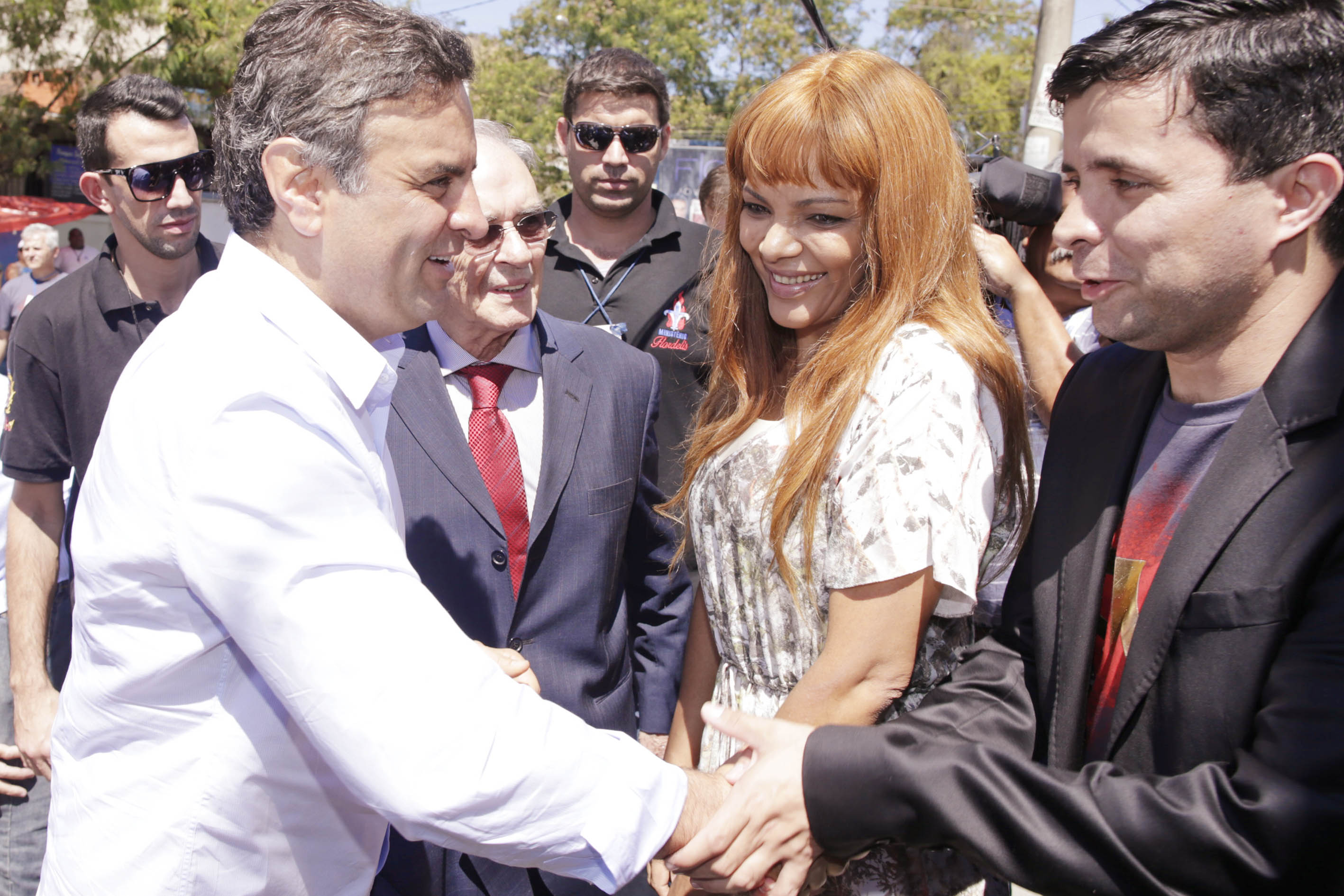
Flordelis e o então candidato à presidência Aécio Neves em 2014. Entre eles, de azul, o ex-senador Arolde de Oliveira

A primeira tentativa de Flordelis de entrar no mundo da política se deu em 2004, quando ela se candidatou sem sucesso ao cargo de vereadora da Câmara Municipal de São Gonçalo, obtendo apenas 2.262 dos votos válidos e não sendo eleita. Em 2016, pelo PMDB, ela tentou concorrer à prefeitura de São Gonçalo e chegou a figurar como pré-candidata.
Em 2019, tomou posse como deputada federal, eleita pelo PSD do estado do Rio de Janeiro nas eleições de 2018, sendo a mulher mais votada no estado, com mais de 196 mil votos, totalizando 2,55% dos votos válidos.
Em 11 de agosto de 2021, o plenário da Câmara dos Deputados aprovou a cassação do mandato parlamentar de Flordelis, com 437 votos a favor, 7 contrários e 12 abstenções por quebra de decoro parlamentar. De acordo com o parecer de cassação feito pelo deputado Alexandre Leite (DEM-SP), o mandato da congressista deveria ser cassado por ter feito uso do cargo para obstruir investigações e intimidar testemunhas.
Em 24 de agosto de 2021, Flordelis foi expulsa do Partido Social Democrático (PSD).

## Vida pessoal
Flordelis teve seu primeiro namorado aos dezenove anos. Nesta época afastou-se da igreja evangélica, e acabou engravidando dele, mas o relacionamento não foi adiante e a jovem foi abandonada grávida. Decidiu criar o filho sozinha e voltou para a igreja evangélica. Flordelis manteve outros relacionamentos, mas nenhum deles deu certo. Até que em 1993, já atuando como missionária, conheceu o pastor Anderson do Carmo, durante um culto que ela realizava na Favela do Jacarezinho, onde ela morava. Anderson era adolescente e começou a frequentar a casa dela, em que ele conviveu com três crianças biológicas do primeiro casamento da pastora e mais quatro crianças que, segundo a polícia, foram adotados de forma ilegal. Naquele momento, Anderson passou à condição de filho de criação de Flordelis. Posteriormente, ele começou a namorar Simone dos Santos Rodrigues, filha biológica de Flordelis. Atualmente, Simone se encontra presa e é acusada na morte de Anderson. Após um tempo, Anderson e Flordelis iniciaram um relacionamento, e casaram-se em 1994. Juntos, o casal não teve filhos biológicos. Flordelis ganhou atenção da mídia por ter adotado 55 crianças, sendo apenas três delas seus filhos biológicos: Simone, Flávio e Adriano; "Numa madrugada, fui acordada com um barulho enorme na porta da minha casa, no beco do Guarani, na favela do Jacarezinho. Quando eu e meu esposo abrimos a porta, tomamos um susto: havia 37 crianças e adolescentes desesperadas, fugindo de uma chacina na Central do Brasil, no Centro do Rio de Janeiro. Foi assim que começou minha história de adoção. De lá pra cá, me tornei mãe de 55 filhos, 51 deles adotivos". Com os filhos, o casal fundou oficialmente a Comunidade Evangélica Ministério Flordelis, em 1999, no bairro do Rocha, na Zona Norte do Rio de Janeiro.
Em março de 2018, a cantora e o marido foram alvos de bandidos. À época, Anderson disse que "teve um livramento" na tentativa frustrada de assalto. Na época, ele disse que "mesmo com tanta violência, eles não deixariam de acreditar na restauração das pessoas".

## Assassinato do marido

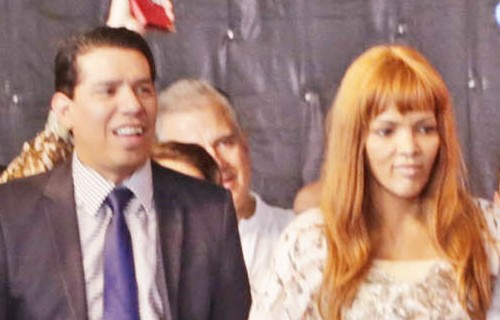
Flordelis e seu marido Anderson do Carmo

Na madrugada de 16 de junho de 2019, o marido de Flordelis, Anderson do Carmo, foi assassinado a tiros, em Niterói, Região Metropolitana do Rio de Janeiro. Segundo a Polícia Militar, o pastor de 42 anos foi executado por volta das 4h, com diversos tiros, após chegar de carro em sua residência, em Pendotiba. De acordo com a PM, Souza chegou a ser socorrido para o Hospital Niterói D'Or, no bairro de Icaraí, mas não resistiu aos ferimentos. Em 18 de junho, Lucas dos Santos do Carmo, de dezoito anos, um dos filhos adotados pela deputada e pelo pastor, se assumiu publicamente como um dos executores, sendo um dos mandantes do crime Flávio dos Santos, de 38 anos, enteado de Anderson. O motivo do crime seria uma traição de Anderson, que estaria mantendo uma relação amorosa extraconjugal. Ao prestar depoimento, Lucas se contradisse e teria decidido confessar o crime e acusar Flávio de ser um dos mandantes depois que policiais mostraram imagens de câmeras de segurança em que ele aparece na cena do crime. Transtornado, Lucas incriminou Flávio e contou detalhes que auxiliaram a polícia na investigação do crime. Ao menos sete dos trinta tiros disparados contra o pastor atingiram a região pélvica.
Flávio confessou ter dado seis tiros no padrasto, e que seu irmão Lucas o ajudou comprando a arma. Ambos estão presos. A motivação do assassinato e outras circunstâncias do crime ainda estão sendo apuradas pela Delegacia de Homicídios de Niterói e São Gonçalo, no entanto, segundo o delegado, o crime teria motivações financeiras.
Em 24 de agosto de 2020, Flordelis foi denunciada pelo Ministério Público do Estado do Rio de Janeiro pela morte do marido. No mesmo dia, a Polícia Civil em conjunto com o MP-RJ prendeu nove pessoas ligadas ao assassinato e fez busca e apreensão no endereço da pastora.
Em 13 de agosto de 2021, a ex-deputada foi presa pela Polícia Civil em Niterói. Ela estava na casa dela.
Na madrugada do dia 13 de novembro de 2022, após 7 dias do início do julgamento e depois de longos depoimentos das testemunhas, interrogatórios dos réus e debates entre defesa e acusação, a sentença foi declarada. Flordelis foi condenada, apontada como a mandante do crime de ter planejado o assassinato do ex-marido, o pastor Anderson do Carmo, e cumprirá a pena de 50 anos e 28 dias de prisão, inicialmente em regime fechado. A ex-deputada responde pelos crimes de homicídio triplamente qualificado, tentativa de homicídio duplamente qualificado, uso de documento falso e associação criminosa. Além da ex-deputada, sua filha biológica Simone dos Santos Rodrigues também foi condenada e cumprirá a pena de 31 anos e 4 meses. Os outros três réus, os filhos afetivos André Luiz de Oliveira e Marzy Teixeira, e uma das netas, Rayane dos Santos de Oliveira, foram absolvidos.

## Discografia
| Álbuns de estúdio - Multidão (1998) - Só o Amor (2002) - A Voz do Silêncio (2005) - Não se Entregue (2008) - Fogo e Unção (2010) - Questiona ou Adora (2012) - A Volta por Cima (2014) - Realize (2017) - O Sonho Não Morreu (2018) | Álbuns ao vivo - Ao Vivo (2016) Álbuns de vídeo - Ao Vivo (2016) |